# ケートゥ

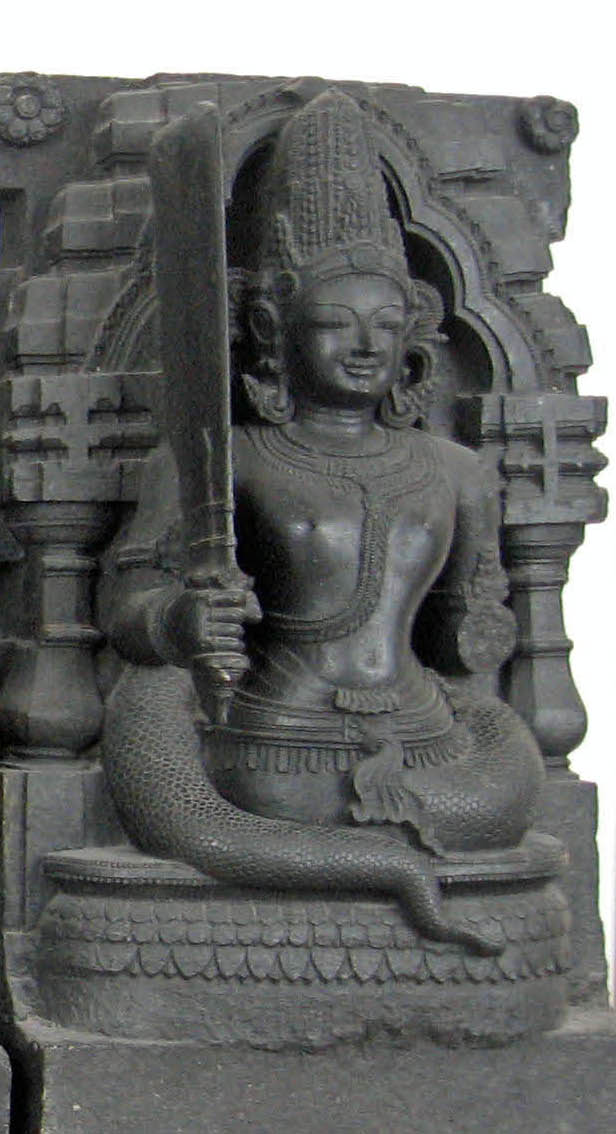
ケトゥ像。大英博物館蔵。

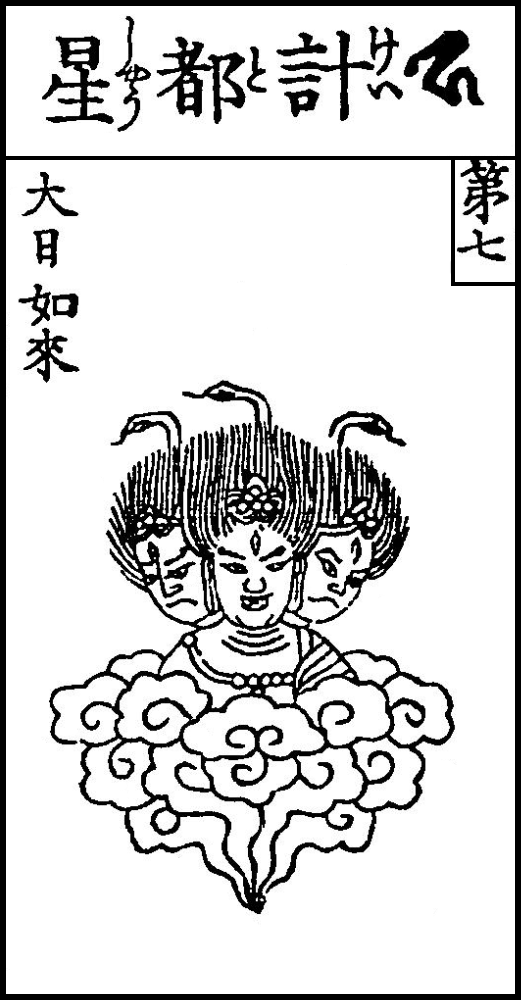
計都星。仏像図彙 (1783年)より

ケートゥ (केतु Ketu) は、インド神話あるいはインドの天文学が扱うナヴァ・グラハ（9つの天体）の１つ。 
漢訳名は計都（けいと）、計都星（けいとせい）。

## 天文学的解釈
一般的な説では、月の降交点（西洋占星術ではドラゴンテール）に存在するとされた天体である。暗黒で普段は見ることはできないが、ケートゥが太陽や月を隠すことで日食や月食が起こる。同様に、月の昇交点にはラーフ（羅睺）があり、ラーフとケートゥで食が起こりうる天球上の2点を示している。
異説として、ケートゥが昇交点、ラーフが降交点と逆のこともある。彗星や流星ともされる。一部経典では月の遠地点とされ、これは西洋占星術でのリリスについての一説と同じである。

## 神話
神話によれば、ラーフの胴体が星になったものである。乳海攪拌のさい、ラーフはアムリタを盗み飲みしたためにヴィシュヌ神に首を切り落とされたが、首とともに天に昇って、首はラーフ、胴体はケートゥという遊星になった。
鳥に乗る図や下半身が蛇の形で描かれる。
ラーフ、シャニ(土星)とともに凶兆の星とされ、南インドの寺院ではよく祀られている。